# الجنسانية في سن الشيخوخة

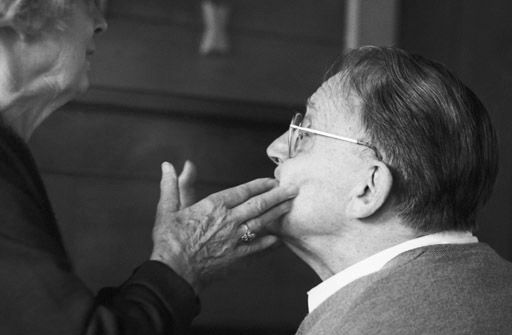

تتطرق الجنسانية في سن الشيخوخة إلى الرغبة الجنسية، والنشاط الجنسي، والمصالح، والحميمية، وتقدير الذات، والسلوكيات، وجنسانية الأفراد في فترة الكهولة والشيخوخة بشكل عام، والإدراك الاجتماعي للفرد المتعلق بالجنسانية في سن الشيخوخة. ينخرط كبار السن في أفعال جنسية من آنٍ لآخر لعدة أسباب. تُفرض قيود عدة على كبار السن تمنعهم من التعبير عن الجنس وتثبط إشباع احتياجاتهم الجنسية، رغم أن الرغبة في الحصول على علاقة حميمة لا تزول مع التقدم في السن. غالبًا ما تعتبر الحياة الجنسية في سن الشيخوخة من المحرمات، إلا أنها تعتبر ممارسة صحية للغاية، غير أن هذه الوصمة يمكن أن تؤثر على الطريقة التي يختبر بها الأفراد الأكبر سنًا حياتهم الجنسية. يمكن القيام بأنشطة جنسية أو ممارستها بشكل جيد في السنوات المتأخرة من العمر، حتى مع وجود سن أقصى لإمكانية الجسم الإنساني القيام بالتكاثر.

## التغيرات الجسدية
تنزع شهوة الذكور والإناث الجنسية إلى الانخفاض مع التقدم في السن، وتميل النساء إلى فقدان شهواتهن الجنسية بسرعة أكبر من الرجال. مع ذلك، لا تختفي الرغبة في الأنشطة الجنسية كليةً. لا تنخفض الرغبة بالنسبة للجميع. يرتبط انقطاع الطمث، وهو عملية بيولوجية أنثوية، بفقدان الاهتمام بالنشاط الجنسي وبفقدان حساسية المنطقة التناسلية. ربما يكون الإيلاج المهبلي، في بعض الأحيان، مؤلمًا للمسنات (انظر، على سبيل المثال، تشنج المهبل). مع هذا، مع ظهور العلاج باستخدام الهرمونات البديلة، تراجعت آثار انقطاع الطمث، وأُتيحت للمرأة فرص أكبر لمواصلة ممارسة حياة جنسية نشطة. على نحو مماثل، يمكن أن توفر علاجات العنانة للرجال معاودة الاستمتاع بالنشاط الجنسي.

## الفوائد الصحية
يُعتقد أنه بإمكان الحياة الجنسية النشطة زيادة عمر المسنين. أصبحت الصحة الجنسية الإيجابية في سن الشيخوخة شيئا فشيئًا أمرًا شائعًا مع الزيادة المطردة في النسبة المئوية للسكان المسنين. تتطلب هذه الزيادة في النسبة المئوية للسكان إيلاء مزيد من الاهتمام لاحتياجات هذه الفئة العمرية، بما في ذلك أفكارهم بشأن الصحة الجنسية ورغباتهم وسلوكياتهم. اقترن هذا التحول في المواقف والسلوكيات بتقدم طبي لإطالة عمر فترة النشاط الجنسي وتغيير المشهد فيما يخص جنسانية الشيخوخة.
تعكس الصحة الجنسية والتعبير عن الجنس احتياجًا جسديًا وعقليًا وعاطفيًا يؤثر على صحة الفرد وجودة العلاقة الحميمة بين الأزواج من كبار السن. يقول الدكتور سايم: «تبين أن الانخراط في شراكة جنسية، والتعبير عن الجنس بتواتر، والحصول على حياة جنسية جيدة، والاهتمام بالجنس، يرتبط ارتباطًا إيجابيًا بالصحة بين البالغين من الكُهل وكبار السن».
هناك عدد من الفوائد الصحية المرتبطة بالحصول على صحة جنسية إيجابية. غالبًا ما تخفف الصحة الجنسية الإيجابية الضغط ما يزيد من الاسترخاء. يورد الباحثون أيضًا فوائد صحية تذكر بالتفصيل انخفاض الشعور بالألم، وتحسُّن صحة القلب والشرايين، وانخفاض مستويات الاكتئاب، وتعزيز تقدير الذات، وتحسُّن الرضا عن العلاقة. ربما يعني ما سبق ضمنًا وجود عواقب تترتب على الصحة الجنسية السلبية والافتقار إلى النشاط الجنسي، مثل: الاكتئاب، وتدني تقدير الذات، وزيادة الإحباط، والوحدة.

## المخاطر الصحية والتعليم
هناك بالفعل العديد من الشواغل الصحية المرتبطة في المقام الأول بالشيخوخة، ولكن عندما نضيف الجنس إلى الاعتبار، يُفتح الباب لمناقشة العديد من شواغل أخرى ذات صلة. يطرح الجنس والشيخوخة تحديات كثيرة على كتلة المسنين وعلى مقدمي الرعاية الصحية الأولية. تتمثل مهمة مقدمي الرعاية هؤلاء في الاستجابة للاحتياجات المتغيرة لهذا الجيل الأكبر سنًا والنشط جنسيًا.
هناك حالات مرضية شائعة تؤثر على كبار السن، مثل: أمراض القلب والأوعية الدموية، والسكري، والتهاب المفاصل التنكسي والروماتويدي، والسكتة الدماغية، والسرطان، وأمراض الكلى، وإصابات النخاع الشوكي. تؤثر هذه الأمراض بشدة على حياة الأفراد الجنسية.